# Dansklærerforeningen
Dansklærerforeningen er en faglig medlemsforening hvis opgave er at varetage danskfagets interesser gennem aktiviteter for medlemmerne, udgivelser af bøger og tidsskrifter og politisk arbejde. Foreningens historie går tilbage til 1885 hvor gymnasie- og realskolelærere i København stiftede foreningen.
Dansklærerforeningen ejer Dansklærerforeningens forlag stiftet som aktieselskab i 2007.
Dansklærerforeningens medlemmer er danskstuderende, undervisere i dansk og tidligere undervisere fordelt efter de forskellige uddannelsesinstitutioner som de er tilknyttet.
Foreningen afholder en generalforsamling for foreningen som helhed og består samtidig af fire sektioner og sektionsbestyrelser: Grundskolesektionen (F), sektionen for STX og HF (G), sektionen for HTX, HHX, EUX og EUD (E) og sektionen for læreruddannere (L). De fire sektioner har selvstændige generalforsamlinger der vælger bestyrelsesmedlemmer blandt undervisere i sektionen. Sektionsbestyrelserne udgør Dansklærerforeningens repræsentantskab.
Foreningen udgiver tidsskrifterne Dansk og Dansknoter.